# FK Tambov
Maillots
Le Futbolny klub Tambov (russe : Футбольный клуб «Тамбов») est un club de football russe basé à Tambov et actif de 2013 à 2021. Il a notamment évolué en première division russe entre 2019 et 2021.

## Histoire

### Débuts dans les divisions inférieures (2013-2019)
Formé en 2013, le club intègre directement le groupe Centre de la troisième division russe pour la saison 2013-2014. Dirigé par l'entraîneur Sergueï Perednia et avec l'objectif premier d'atteindre la deuxième division, Tambov termine dans un premier temps douzième pour ses débuts en championnat. La saison suivante est plus productive, l'équipe parvenant à atteindre la troisième place et se démarquant comme l'équipe la plus prolifique avec 71 buts inscrits en trente matchs. La pré-saison 2015-2016 voit le départ de Perednia et son remplacement par Valeri Iesipov. Sous ses ordres, l'équipe termine largement première du groupe, avec huit points d'avance sur son dauphin l'Energomach Belgorod, et accède à la deuxième division.
Peu avant le début de la saison 2016-2017, le club annonce la nomination de Gueorgui Iartsev au poste de directeur général. Peu après le début du championnat, alors que l'équipe se trouve relégable, Iesipov est renvoyé de son poste d'entraîneur principal et remplacé par Andreï Talalaïev. Sous ses ordres, passe une grande partie de la saison en milieu de classement avant de connaître un regain de forme en fin de championnat lui permettant de terminer cinquième, à deux points du SKA-Khabarovsk et d'une place en barrage de promotion. La saison suivante voit cette fois le club passer le plus clair de la saison entre la cinquième et la quatrième place, et accrocher cette dernière, lui permettant d'accéder aux barrages de promotion en première division. Opposé à l'Amkar Perm, Tambov est cependant largement vaincu, concédant une défaite 2-0 à l'extérieur avant d'être battu à nouveau 1-0 à domicile pour une défaite cumulée de 3-0. Talalaïev quitte le club à l'issue de la saison.
Dirigée par Mourat Iskakov pour la saison 2018-2019, l'équipe s'impose rapidement comme une des têtes de proue de la compétition, se classant première au moment de la trêve hivernale. Alors que l'équipe est en méforme lors de la deuxième partie du championnat, Iskakov est renvoyé à la mi-avril et remplacé par Aleksandr Grigoryan pour la fin de saison. Celui-ci parvient à assurer la promotion de l'équipe dès le mois suivant, à deux journées de la fin du championnat, puis à remporter la compétition.

### Passage dans l'élite et disparition (2019-2021)
Pour ses débuts dans l'élite pour l'exercice 2019-2020, le club compte un budget estimé entre 500 et 550 millions de roubles, soit un peu plus de sept millions d'euros, tandis que l'objectif affiché est le maintien en première division. Un nouveau logo est par ailleurs adopté à cette occasion, en raison de l'interdiction d'afficher le blason de l'oblast de Tambov, qui était présent sur l'ancien logo utilisé depuis la fondation du club. La saison démarre de manière compliquée pour le club, qui est notamment éliminé sèchement de la coupe nationale par l'équipe de deuxième division du Tom Tomsk sur le score de 4-0 et stagne dans les dernières positions, tandis qu'Aleksandr Grigoryan quitte son poste à la mi-octobre 2019. Remplacé par Sergueï Pervouchine (en), celui-ci parvient par la suite à amener le club au maintien en finissant quatorzième, n'échappant à la relégation qu'à la faveur des résultats en confrontations directes aux dépens du Krylia Sovetov Samara.
Au cours de la mi-saison 2020-2021, le club connaît des problèmes de financement croissants en raison des pertes liées à la pandémie de Covid-19 combiné au retrait du soutien financier de l'oblast de Tambov,. Cette situation amène à la mise en grève d'une partie de l'effectif pour les derniers matchs de l'année 2020 tandis que l'idée d'un déménagement définitif à Saransk, où le club joue déjà ses matchs de championnat, est évoquée pour après la fin de saison. Durant la trêve hivernale de trois mois qui s'ensuit, la participation de l'équipe à la fin de saison est extrêmement incertaine,, tandis que l'équipe junior se retire du championnat des jeunes. Finalement, à la mi-février, la fédération russe annonce le maintien du club pour le reste de la saison ainsi que l'apport d'un soutien financier à celui-ci. En parallèle, le ministère des sports de l'oblast de Tambov annonce la fondation d'un nouveau club en troisième division dès l'été 2021.
Après une fin de saison morose le voyant enchaîner les défaites, la relégation sportive du club est finalement confirmée au début du mois de mai 2021 avec deux matchs restants. Dans la foulée, son directeur sportif confirme également qu'il ne disputera aucun championnat professionnel la saison suivante. Le lendemain de la fin de saison, le 17 mai, l'ensemble des employés du FK Tambov à l'exception de son directeur général sont renvoyés, en attendant la mise en faillite officielle de l'entité juridique du club.

## Bilan sportif

### Palmarès
| Compétitions nationales |
| --- |
| - Championnat de Russie - Quatorzième : 2020. - Coupe de Russie : - Huitièmes de finale : 2018 et 2021. - Championnat de Russie de D2 (1) - Champion : 2019. - Championnat de Russie de D3 - Vainqueur de groupe : 2016. |

### Classements en championnat
La frise ci-dessous résume les classements successifs du club en championnat de Russie.

### Bilan par saison
| Saison    | Championnat | Championnat | Championnat | Championnat | Championnat | Championnat | Championnat | Championnat | Championnat | Championnat | Coupe de Russie     |
| Saison    | Division    | Pos         | Pts         | J           | V           | N           | D           | BP          | BC          | Diff        | Coupe de Russie     |
| --------- | ----------- | ----------- | ----------- | ----------- | ----------- | ----------- | ----------- | ----------- | ----------- | ----------- | ------------------- |
| 2013-2014 | 3e Centre   | 12e         | 31          | 30          | 8           | 7           | 15          | 38          | 44          | -6          | 256es de finale     |
| 2014-2015 | 3e Centre   | 3e          | 65          | 30          | 19          | 8           | 3           | 71          | 26          | +45         | 64es de finale      |
| 2015-2016 | 3e Centre   | 1er         | 54          | 26          | 15          | 9           | 2           | 41          | 19          | +22         | Seizièmes de finale |
| 2016-2017 | 2e          | 5e          | 57          | 38          | 15          | 12          | 11          | 42          | 34          | +8          | Seizièmes de finale |
| 2017-2018 | 2e          | 4e          | 68          | 38          | 20          | 8           | 10          | 57          | 36          | +21         | Huitièmes de finale |
| 2018-2019 | 2e          | 1er         | 73          | 38          | 21          | 10          | 7           | 55          | 35          | +20         | Seizièmes de finale |
| 2019-2020 | 1re         | 14e         | 31          | 30          | 9           | 4           | 17          | 37          | 41          | -4          | Seizièmes de finale |
| 2020-2021 | 1re         | 16e         | 13          | 30          | 3           | 4           | 23          | 19          | 65          | -46         | Huitièmes de finale |

Légende
- Promotion en division supérieure
- Relégation en division inférieure

## Personnalités

### Entraîneurs
La liste suivante présente les différents entraîneurs du club depuis sa fondation :
- Sergueï Pervouchine (en) (juin 2013-octobre 2013)
- Sergueï Perednia (octobre 2013-juin 2015)
- Valeri Iesipov (juin 2015-août 2016)
- Andreï Talalaïev (septembre 2016-mai 2018)
- Mourat Iskakov[n 1] (mai 2018-avril 2019)
- Aleksandr Grigoryan (avril 2019-octobre 2019)
- Sergueï Pervouchine (en) (octobre 2019-mai 2021)

## Historique du logo

2013-2019
2019-2020
2020-2021